# ويس إليس
ويس إليس (بالإنجليزية: Wes Ellis)‏ هو لاعب غولف أمريكي، ولد في 27 يناير 1932 في كانساس سيتي في الولايات المتحدة، وتوفي في 4 يونيو 1984 في تينيك (نيوجيرسي) في الولايات المتحدة بسبب اعتلال الكلية.